# 横尾繁六
横尾 繁六（よこお しげろく、1883年（明治16年）3月26日 - 没年不明）は、日本の政治家。兵庫県飾磨市（現・姫路市）長。

## 経歴
佐賀県出身。1906年（明治39年）東京高等師範学校卒業。中国に渡り、上海中国公学校教授となる。帰国後は佐賀市や京都府宮津町（現・宮津市）の小学校や商業学校校長、佐賀県師範学校教諭を務める。
その後、神戸市視学、同教育課長、神戸区長、同市経理部長を歴任する。
1940年（昭和15年）11月飾磨市長に就任。市長は1942年（昭和18年）12月まで務めた。市長退任後は大政翼賛会神戸市事務局長となった。
戦後、公職追放を受けた。

## 著書
- 『最新初学年児童教育法』興成館書店、1915年。
- 『実際的統一的小学校校規規範』目黒書店、1917年、（共著）。